# I en skog av sumak
I en skog av sumak är en roman av Klas Östergren utgiven 2017.
Romanen utspelar sig i Stockholm på 1970-talet och handlar om den tonårige berättaren som får en ny skolkamrat. Han lär känna denne och hans syster som bor tillsammans i ett stort hus omgivet av en skog av sumak.
Boken fick vid sin utgivning ett positivt mottagande av flera kritiker och nominerades till Augustpriset.